# Antónis Rémos
Antónis Rémos (en grec Αντώνης Ρέμος), né Antónis Paschalídis (Αντώνης Πασχαλίδης) le 19 juin 1970 à Düsseldorf (Allemagne), est un des plus populaires des chanteurs grecs de laïko moderne.
Il endossa également entre 2007 et 2010 la présidence du club de football de l'Iraklis Thessalonique.

## Biographie

### Sa jeunesse
Né à Düsseldorf en Allemagne, il déménage avec sa sœur et sa mère à Thessalonique en 1987. Très tôt, il s'intéresse à la musique et se met à apprendre la guitare en autodidacte.
Plus tard, tandis qu'il suit une formation pour devenir plombier, il travaille dans les discothèques de Thessalonique et c'est là qu'il fait la connaissance de Despina Vandi, née comme lui en Allemagne et alors étudiante à l'Université de la ville.

### Ses premiers succès
Après quelques premières apparitions sur scène à Thessalonique en 1995, Antónis Rémos part pour Athènes. Il débute aux côtés d'artistes grecs tels Dimitris Mitropanos, Stefanos Korkolis et Marios Tokas.
Il signe alors avec Sony Music dans l'optique de produire un premier album qui sortira en 1996 avec un titre éponyme Antónis Rémos. Celui-ci devient disque de platine en quelques mois avec des tubes comme Ti imouna yia sena (Τι ήμουνα για σένα, Qu'étais-je pour toi) et Emis (Εμείς, Nous), un duo avec la star grecque Mando.
Un deuxième album Kairos Na Pame Parakato (Καιρός να πάμε παρακάτω) sort en 1998 avec des noms prestigieux pour compositeurs et devient lui aussi disque de platine.
Il interprète en 2000 la chanson titre, composée par Minos Matsas, du film de Statos Tzitzis I agapi ine elefantas (Η Αγάπη Είναι Ελέφαντας, L'amour est un éléphant).
Plus tard, il reprend « Fly with me » en duo avec Remee Sigvardt, vedette de la chanson danoise et compositeur mondialement connu.
Durant l'hiver 2000, Antónis Rémos joue en public au Diogenis Palace en duo avec Sakis Rouvas.

### Un succès phénoménal en Grèce
En juin 2001 sort un double album live Mia Nihta Mono (Μια Νύχτα Μόνο, Rien qu'une nuit) enregistré à l'Apollon Palace et qui devient disque de platine.
Plus tard, il chante sur scène aux côtés de Giannis Parios, suivi d'un single.
Printemps 2002, Antónis Rémos sort un nouvel album Kardia Mou Min Anisiheis (Καρδιά μου μην Ανησυχείς, Mon cœur, ne t'inquiète pas). Les chansons de l'album sont composées par Giorgos Theofanous, qui devient dès lors son principal compositeur. Ce disque devient triple disque de platine, ce qui en fait un des albums les plus populaires de tous les temps en Grèce.
L'hiver 2002, Antónis Rémos est sur scène aux côtés d'Alkistis Protopsalti. Le succès est tel qu'ils poursuivent leur tournée jusqu'en l'été à Thessalonique et donnent par la suite une série de concerts au Canada et aux États-Unis.
Giorgos Theofanous est à nouveau le compositeur du nouvel album Mia Anapnoi (Μια Αναπνοή, Un souffle), toujours disque de platine.
S'ensuit une tournée de quarante-cinq dates en hiver 2003 où Antónis Rémos partage la scène avec cinq compositeurs différents (Mimis Plessas, Yannis Spanos, Antonis Vardis, Kostas Hatzis et toujours Giorgos Theofanous). L'enregistrement qui en est fait est double disque de platine.
Sur la même période, Rémos chante An thymitheis to oniro mou et Faedra de Mikis Theodorakis, qui sortent en single.
Hiver 2004, Rémos apparaît sur scène dans le nouveau “Athens Arena” avec Georges Dalaras.
C'est alors que Rémos, qui avait jusqu'à présent échappé au service militaire, doit se plier à ses obligations. Cependant, du fait de son âge (36 ans), il n'effectuera que 40 jours.

### De nouveaux duos
En 2005, Rémos se produit en public à l'Athens Arena pour la seconde fois, cette fois-ci accompagné de la jeune vedette de la chanson grecque Michális Chatzigiánnis.
Un nouvel album San Anemos (Σαν Ανεμος, Comme le vent) composé par Giorgos Theofanous sort en même temps avec trois duos : outre Giorgos Margaritis, et le chanteur italien Massimo di Cataldo, c'est surtout le duo avec   Marinella qui est remarqué. La tournée qui suit se prolonge jusqu'en mars 2008, en particulier grâce à l'engouement du public pour le duo que constituent Antónis Rémos et Marinella, une vedette de la chanson populaire qui s'était faite rare ces dernières années.
À l'occasion des 10 ans de carrière du chanteur, Sony sort en 2006 un triple album Best of.
S'ensuit une tournée de plus de vingt-cinq dates en 2007 à travers la Grèce. Antónis Rémos est accompagné pour l'occasion d'Onirama, un groupe pop rock de Thessalonique qui débute alors, et qu'il avait rencontré quelques mois plus tôt sur le plateau d'une émission de la chaine musicale grecque MAD TV. Le disque qui sort de cette collaboration, avec arrangements par Onirama des plus gros succès de Rémos, est disque d'or.

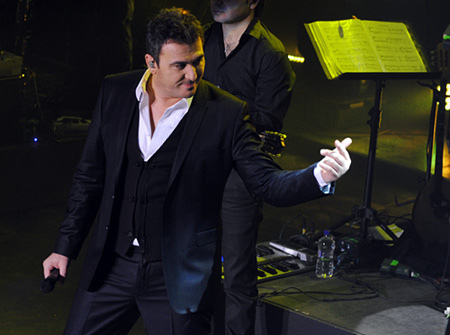
Antónis Rémos au Diogenis Studios (2010)

Il participe également en 2007 à l'album Nikos Aliagas & Friends de l'animateur franco-grec Nikos Aliagas en interprétant  Όπως συνήθως (Opos sinithos), reprise du tube Comme d'habitude / My Way et Μείνε κι άλλο (Mine ki allo), reprise de Ain't No Sunshine de Bill Withers.
Après la tournée avec Onirama puis celles avec Marinella, Rémos accompagne Sakis Rouvas dans une tournée mondiale au printemps 2008, tournée qui les amènera principalement en Amérique du Nord et en Australie.
En hiver 2008, il repasse sur la scène de l'Athens Arena puis sort son 8e album studio Alithies & Psemata (Αλήθειες και ψέματα, Vérités et mensonges)
Mars 2009, c'est le début d'une tournée européenne en Allemagne, Pays-Bas, Suède, Londres, Istanbul, Belgrade et Tel Aviv, puis en Grèce avec le groupe Emigre.

## Discographie

### Albums studio
- Antónis Rémos (Αντώνης Ρέμος, 1996, disque de platine)
- Kairos Na Pame Parakato (Καιρός να πάμε παρακάτω, 1998, disque de platine)
- Pali Ap'Tin Arhi (Πάλι Απ' Την Αρχή, 1999, disque de platine)
- Mia Nihta Mono (Μια Νύχτα Μόνο, 2001, double disque de platine)
- Kardia Mou Min Anisiheis + remix (Καρδιά μου μην Ανησυχείς, 2002, triple disque de platine)
- Mia Anapnoi (Μια Αναπνοή, 2003, triple disque de platine)
- San Anemos + Special Edition (Σαν Ανεμος, 2005-2006, disque de platine)
- Alithies & Psemata (Αλήθειες και ψέματα, 2008, disque de platine)

### Albums live
- Live (Live, 2004, disque de platine)
- Antónis Rémos in concert ft. ONIRAMA (Αντώνης Ρέμος με Onirama MAD Secret Concert, 2007, disque d'or)
- Marinella - Antónis Rémos LIVE (2007, disque de platine)

### Compilations
- Best of (2006, disque de platine)

### Quelques singles
- Fly with Me (2000)
- Όλος ο Κόσμος Είσαι Εσύ (2001)
- Δεν Τελειώσαμε Remix (2003)
- Χαμογέλασε (2004)
- 2 Ιστορίες Αγάπης (Dio Istories Agapis, 2009)
- Kommena Pia Ta Daneika (2010), reprise de Même pas fatigué de Magic System & Khaled